# باغدره (أديامان)
باغدره (بالكردية: Mezgîrt‏) (بالتركية: Bağdere)‏ هي قرية تتبع إداريّاً لمديرية أديامان في محافظة أديامان التركية الواقعة في جنوب شرق الأناضول. بلغ عدد سكانها 573  نسمة في عام 2021.